# Скакавица (водопад)
Вижте пояснителната страница за други значения на Скакавица.
Рилска Скакавица или само Скакавица, е името на най-високия водопад в планина Рила. Намира се в Национален парк Рила. Водопадът е разположен на река Скакавица в Скакавишката долина в подножието на източния склон на връх Кабул, Северозападна Рила. Той се намира на 1950 m надморска височина, а височината, от която пада водата, е 70 m.
Скакавица е основен туристически обект в областта. Това се дължи на вековните гори от бяла мура, които го заобикалят.

## Галерия
- През пролетта
- През лятото
- През зимата